# 伊藤蒼唯
伊藤 蒼唯（いとう あおい、2004年1月12日 - ）は、日本の陸上競技選手。島根県出雲市出身。駒澤大学陸上競技部所属。

## 来歴
出雲市立河南中学校、出雲工業高等学校卒業。駒澤大学法学部政治学科在学中。

### 大学時代

#### 大学1年次
出雲駅伝及び全日本大学駅伝の出場はなかったが、11月の日体大長距離記録会で10000mの自己ベストを更新。箱根駅伝では1年生ながら6区に抜擢されると区間賞の走りを見せ、2年ぶりの総合優勝・史上5校目の大学駅伝三冠に貢献した。

#### 大学2年次
初出場となった出雲駅伝と全日本大学駅伝では共に区間2位の走りで優勝に貢献したが、箱根駅伝は欠場。また、駒澤大は総合2位となり2年連続の大学駅伝三冠はならなかった。
箱根駅伝後の丸亀国際ハーフマラソンでは自己ベストを3分以上更新した。

#### 大学3年次
2024年10月14日の第36回出雲駅伝では2年連続で4区を担当。4秒差の2位で襷を受けると、青学大・宇田川瞬矢をかわしトップへ浮上した。しかし、駒澤大は5区で國學院大に先頭を譲り、40秒差の2位で3連覇を逃した。
11月3日に行われた第56回全日本大学駅伝では3区を担当。襷を受けた段階では16位だったが、区間2位（日本人トップ）の好走で8人を抜き8位へ浮上した。駒澤大は終盤区間で大きく追い上げたものの、國學院大に28秒及ばず2位となり史上初の5連覇を逃した。
2025年1月3日に行われた第101回箱根駅伝では第99回大会以来となる復路6区を走り、57分38秒をマークした。しかし、先頭を走る青学大・野村昭夢が56分47秒の区間新記録をマークしたため、2年ぶりの区間賞とはならなかった。最終的に2分48秒差の総合2位に終わったが、復路記録は総合優勝の青学大を28秒上回り、新記録（5時間20分50秒）での復路優勝を果たした。
3月16日のEXPO EKIDEN 2025では1区を担当し、首位のトヨタ自動車・吉居大和と4秒差の2位で襷リレー（駒澤大は6位）。

## 戦績・記録

### 大学三大駅伝戦績
| 学年               | 出雲駅伝                    | 全日本大学駅伝              | 箱根駅伝                     |
| ------------------ | --------------------------- | --------------------------- | ---------------------------- |
| 1年生 （2022年度） | 第34回 ー － ー 出場なし    | 第54回 ー － ー 出場なし    | 第99回 6区-区間賞 58分22秒   |
| 2年生 （2023年度） | 第35回 4区-区間2位 17分47秒 | 第55回 5区-区間2位 35分56秒 | 第100回 ー － ー 出場なし    |
| 3年生 （2024年度） | 第36回 4区-区間3位 17分49秒 | 第56回 3区-区間2位 33分39秒 | 第101回 6区-区間2位 57分38秒 |

## 自己ベスト
- 5000m - 13分32秒88（2025年5月4日：第36回ゴールデンゲームズinのべおか）[17]
- 10000m - 28分28秒15（2022年11月27日：第301回日本体育大学長距離競技会）
- ハーフマラソン - 1時間01分16秒（2024年2月4日：第76回香川丸亀国際ハーフマラソン）